# Alexander Lüderitz
Alexander Lüderitz (n. 6 august 1973, Berlin, RDG) este un înotător german, medaliat olimpic. A participat la o ediție a Jocurilor Olimpice (1996) în care a câștigat o medalie de bronz.

## Participări
Lista de mai jos prezintă principalele competiții la care a participat Alexander Lüderitz de-a lungul carierei.
- swimming at the 1996 Summer Olympics – men's 4 × 100 metre freestyle relay[*]